# William Arboleda
William Arboleda (Buenaventura, Valle del Cauca, Colombia; 8 de junio de 1990) es un futbolista colombiano que juega como mediocampista y actualmente sin equipo

## Clubes
| Club                   | País     | Año         |
| ---------------------- | -------- | ----------- |
| Independiente Medellín | Colombia | 2008 - 2009 |
| Real Cartagena         | Colombia | 2010        |
| Independiente Medellín | Colombia | 2011 - 2014 |
| Celaya                 | México   | 2015 - 2016 |
| América de Cali        | Colombia | 2016 - 2017 |
| Celaya                 | México   | 2018        |
| Independiente Medellín | Colombia | 2019        |

## Estadísticas
- Fuente 1

| Club                       | Div                 | Temporada           | Liga  | Liga  | Copa Nacional | Copa Nacional | Copa Internacional | Copa Internacional | Total | Total |
| Club                       | Div                 | Temporada           | Part. | Goles | Part.         | Goles         | Part.              | Goles              | Part. | Goles |
| -------------------------- | ------------------- | ------------------- | ----- | ----- | ------------- | ------------- | ------------------ | ------------------ | ----- | ----- |
| DIM · Colombia             | 1ª                  | 2008                | 15    | 2     | 0             | 0             | -                  | -                  | 15    | 2     |
| DIM · Colombia             | 1ª                  | 2009                | 14    | 0     | 0             | 0             | 7                  | 0                  | 21    | 0     |
| DIM · Colombia             | Total               | Total               | 29    | 2     | 0             | 0             | 7                  | 0                  | 36    | 2     |
| Real Cartagena · Colombia  | 1ª                  | 2010                | 15    | 0     | 0             | 0             | 7                  | 0                  | 21    | 0     |
| Real Cartagena · Colombia  | Total               | Total               | 15    | 0     | 0             | 0             | 0                  | 0                  | 15    | 0     |
| DIM · Colombia             | 1ª                  | 2011                | 20    | 1     | 8             | 0             | -                  | -                  | 28    | 1     |
| DIM · Colombia             | 1ª                  | 2012                | 34    | 6     | 4             | 1             | 0                  | 0                  | 38    | 7     |
| DIM · Colombia             | 1ª                  | 2013                | 7     | 0     | 2             | 0             | 0                  | 0                  | 9     | 0     |
| DIM · Colombia             | 1ª                  | 2014                | 17    | 0     | 6             | 0             | 0                  | 0                  | 23    | 0     |
| DIM · Colombia             | Total               | Total               | 78    | 7     | 20            | 1             | 0                  | 0                  | 98    | 8     |
| Celaya · México            | 2ª                  | 2015                | 3     | 0     | 2             | 0             | -                  | -                  | 5     | 0     |
| Celaya · México            | Total               | Total               | 3     | 0     | 2             | 0             | 0                  | 0                  | 5     | 0     |
| América de Cali · Colombia | 2ª                  | 2016                | 9     | 1     | 1             | 0             | -                  | -                  | 10    | 1     |
| América de Cali · Colombia | 1ª                  | 2017                | 38    | 0     | 8             | 0             | -                  | -                  | 46    | 0     |
| América de Cali · Colombia | Total               | Total               | 47    | 1     | 9             | 0             | 0                  | 0                  | 56    | 1     |
| Celaya · México            | 2ª                  | 2018                | 13    | 1     | 1             | 0             | -                  | -                  | 14    | 1     |
| Celaya · México            | 2ª                  | 2018                | 5     | 0     | 3             | 0             | -                  | -                  | 8     | 0     |
| Celaya · México            | Total               | Total               | 18    | 1     | 4             | 0             | 0                  | 0                  | 22    | 1     |
| Total en su carrera        | Total en su carrera | Total en su carrera | 190   | 11    | 35            | 1             | 7                  | 0                  | 232   | 12    |

## Palmarés

### Campeonatos nacionales
| Título              | Club                   | País     | Año  |
| ------------------- | ---------------------- | -------- | ---- |
| Torneo Finalización | Independiente Medellín | Colombia | 2009 |
| Primera B           | América de Cali        | Colombia | 2016 |